# Пчёлы настоящие
Пчёлы настоящие, или пчелиные (лат. Apidae), — семейство пчёл подотряда Стебельчатобрюхие отряда Перепончатокрылые насекомые. Включает около 170 родов и более 5000 видов. Семейство Apidae включает в себя медоносную пчелу, шмелей, а также, по новой классификации (Michener, 2000, 2007), все роды из бывших семейств пчёл Anthophoridae (Nomadinae и Xylocopinae) и Ctenoplectridae.

## Биология
К семейству относятся одиночные (например, пчёлы-плотники, Xylocopa), общественные (например, шмели: Bombus и медоносные пчелы: Apis) и паразитические формы. Согласно принятой в настоящее время классификации, к семейству Apidae относятся все длинноязычковые пчелы, кроме тех, что принадлежат к семейству Megachilidae. Самки гнездостроящих видов собирают пыльцу, главным образом, на волоски скопы, расположенные на задних ногах в виде корзиночки (у мегахилид собирающий аппарат расположен на нижней поверхности брюшка). Гнезда строят в почве, в древесине или сооружают свободныe постройки. Например, шмели могут строить гнезда под сухими листьями, мхом, травой, в норах мышей, в дуплах деревьев и других укрытиях; пчёлы-плотники гнездятся в мёртвой древесине. Некоторые виды пчёл из семейства Apidae ведут сумеречный образ жизни. Важнейшие опылители цветковых растений и поставщики пищевого меда.

## Характеристика
Средней величины и крупные пчелы. Собирательные волоски образуют так называемую корзинку.

## Распространение
Распространены всесветно, кроме Антарктики.

## Классификация
В широком таксономическом объёме (включая Anthophoridae и Ctenoplectridae) в мире 5614 видов (176 родов), в Палеарктике 1358 (33), в России 385 видов (25).
- Подсемейство Apinae

- Триба Ancylini (Ancyla — Tarsalia)
- Триба Anthophorini (750 видов, 7 родов)

- Amegilla Friese, 1897
- Anthophora Latreille, 1803
- Deltoptila LaBerge & Michener, 1963
- Elaphropoda  Lieftinck, 1966
- Habrophorula  Lieftinck, 1974
- Habropoda  Smith, 1854
- Pachymelus  Smith, 1879

- Триба Apini

- Apis  Linnaeus, 1758

- Триба Bombini

- Bombus  Latreille, 1802 (включая подрод Psithyrus)

- Триба Centridini (Centris — Epicharis)
- Триба Ctenoplectrini (Ctenoplectra, Ctenoplectra davidi)
- Триба †Electrapini
- Триба †Electrobombini
- Триба Emphorini

- Alepidoscelis — Ancyloscelis — Diadasia — Diadasina — Meliphilopsis — Melitoma — Melitomella — Ptilothrix — Toromelissa

- Триба Ericrocidini (около 10 родов)

- Acanthopus — Aglaomelissa — Ctenioschelus — Epiclopus — Ericrocis — Hopliphora — Mesocheira — Mesonychium — Mesoplia

- Триба Eucerini (более 30 родов, включая Eucera)
- Триба Euglossini
- Триба Exomalopsini

- Anthophorula — Chilimalopsis — Eremapis — Exomalopsis — Teratognatha

- Триба Isepeolini (Isepeolus — Melectoides)
- Триба Melectini (Melecta — Thyreus)
- Триба †Melikertini

- Aethemelikertes Engel, 2021
- Amelikertotes Engel, 2021
- Haidomelikertes Engel, 2021
- Melikertes Engel, 1998
- Melissites Engel, 2001
- Mochlomelikertes  Engel, Breitkreuz, and Ohl, 2014
- Paramelikertes Engel and Ortega-Blanco, 2013 (или подрод в Amelikertotes)
- Roussyana Manning, 1960
- Succinapis Engel, 2001
- Thyreomelikertes  Engel, 2024

- Триба Meliponini (Melipona — Trigona)
- Триба Osirini (Osiris)
- Триба Protepeolini (Leiopodus)
- Триба Rhathymini (Nanorhathymus — Rhathymus)
- Триба Tapinotaspidini

- Arhysoceble — Caenonomada — Chalepogenus — Monoeca — Paratetrapedia — Tapinotaspis — Tapinotaspoides — Trigonopedia

- Триба Tetrapediini (Coelioxoides — Tetrapedia)

- Подсемейство Nomadinae

- Триба Ammobatini (8 родов)

- Ammobates — Pasites — Parammobatodes…

- Триба Ammobatoidini

- Aethammobates — Ammobatoides — Holcopasites — Schmiedeknechtia 

- Триба Biastini

- Biastes — Neopasites — Rhopalolemma

- Триба Brachynomadini
- Триба Caenoprosopidini (Caenoprosopina — Caenoprosopis)
- Триба Epeolini (8 родов)

- Doeringiella — Epeolus … — Odyneropsis — Pseudepeolus — Rhinepeolus — Rhogepeolus — Thalestria — Triepeolus

- Триба Hexepeolini (Hexepeolus)
- Триба Neolarrini (Neolarra)
- Триба Nomadini

- Nomada  Scopoli, 1770

- Триба Townsendiellini (Townsendiella)

- Подсемейство Xylocopinae

- Триба Allodapini (13 родов)

- Allodape — Allodapula — Braunsapis — Compsomelissa — Effractapis — Eucondylops — Exoneura — Exoneurella — Exoneuridia — Hasinamelissa — Halterapis — Macrogalea — Nasutapis

- Триба Ceratinini (1 род)

- Ceratina  Latreille, 1802

- Триба Manueliini (1 род)

- Manuelia  Vachal, 1905

- Триба Xylocopini

- Proxylocopa  Hedicke, 1938
- Xylocopa  Latreille, 1802 (Пчела-плотник обыкновенная, Шмель-плотник фиолетовый)